# Радом (дистрикт)
Дистрикт Радом (нем. Distrikt Radom, пол. Dystrykt radomski) — административно-территориальная единица в составе Генерал-губернаторства, части оккупированной Польши во время Второй мировой войны. Образован 26 октября 1939 года, прекратил существование 16 января 1945 года после наступления Красной армии во время Висло-Одерской операции. После уничтожения еврейского населения в дистрикте проживало 2 миллиона 387 тысяч человек польской национальности. Округ занимал площадь 24 431 км².
Столица дистрикта находилась в Радоме, а с 12 декабря 1944 года — в Ченстохове.

## Губернаторы
- Карл фон Ляш — 26 октября 1939—июль 1941
- Эрнст Кундт — август 1941—16 января 1945

## Деление
Дистрикт подразделялся на три городских округа (нем. Stadtkreise): Радом, Ченстохова и Кельце, и 10 повятов. На территории дистрикта было 34 города и 302 гмины.